# Trọng tải toàn phần

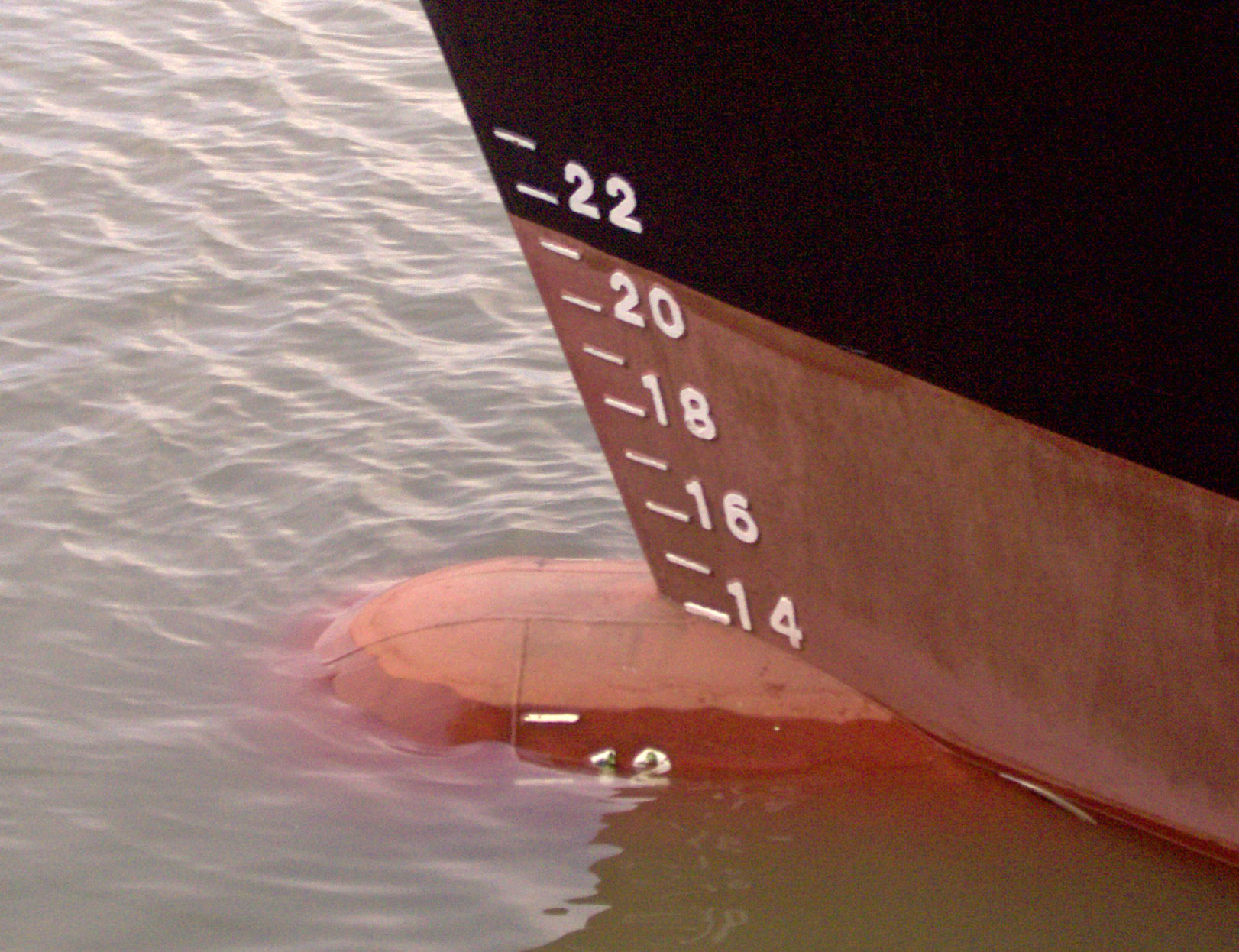
Thước đo trọng tải tàu thủy

Trọng tải toàn phần hay ngắn gọn là trọng tải (tiếng Anh: deadweight tonnage, viết tắt DW hoặc DWT) là đơn vị đo tổng năng lực vận tải an toàn của một tàu thủy tính bằng tấn chiều dài, không phải là trọng lượng của tàu và cũng không phải là trọng lượng của tàu khi chở theo bất kỳ khối lượng hàng nào. DWT là tổng khối lượng của hàng hóa, nhiên liệu, nước sạch, nước dằn, vật phẩm tiếp tế, hành khách, và thủy thủ đoàn.
Ví dụ con tàu được khẳng định là có trọng tải 20.000 DWT, điều này có nghĩa là con tàu này có khả năng an toàn chuyên chở 20 nghìn tấn tổng cộng, bao gồm trọng lượng của những thứ mang theo trên tàu mà không tính khối lượng của chính nó, không xét đến các yếu tố khác ảnh hưởng đến an toàn của tàu. Một cầu tàu 20.000 DWT có nghĩa là cầu tàu tại cảng có đủ độ sâu, chiều dài và phương tiện bốc dỡ phù hợp để đón nhận và phục vụ những chiếc tàu thủy 20.000 DWT. Nhưng 1 tấn DWT nhỉnh hơn 1 tấn thông thường khoảng 16 kg.